# Giovanni Santini
Giovanni Santini (Caprese, Toscana, 30 de enero de 1787- Padua, 26 de junio de 1877) fue un matemático y astrónomo italiano.

## Biografía
Inició su educación bajo la tutela de su tío paterno, el abad Giovanni Battista Santini. En 1802 ingresó en la Universidad de Pisa para estudiar leyes, pero muy pronto abandonó estos estudios para dedicarse exclusivamente a las matemáticas y las ciencias naturales.
El 17 de octubre de 1806 fue nombrado asistente del director del Observatorio en Padua y en 1813 la Universidad de Padua le ofreció la Cátedra de Astronomía, puesto en el que fue confirmado por el emperador Francisco I de Austria. Durante los años 1824-1825 y 1856-1857 fue rector de la Universidad y desde 1845 a 1872 director de estudios matemáticos. Murió a los noventa y un años en su villa de Noventa Padovana.
En 1810 se casó con Teresa Pastrovich y un año después de su muerte, en 1843, contrajo nuevas nupcias con Adriana Conforti.

## Obra
Como astrónomo teórico y práctico, Santini hizo famosas observaciones en el Observatorio de Padua. En 1811 determinó la latitud de Padua con la ayuda del método de Gauss de tres estrellas en la misma altitud y empezó a realizar observaciones zonales para confeccionar un catálogo de estrellas comprendidas entre la declinación + 10 ° y -10 °. También se le atribuye el cálculo de las órbitas de diecinueve cometas. Adquirió gran renombre por realizar el cálculo de las perturbaciones en la órbita del cometa Biela causadas por los planetas en el periodo 1832-1852.